# وضحى (اسم)
وضحة او وضحى (بنت النور)نعم، اسم "وضحى" يعني "بنت النور". اسم "وضحى" هو اسم علم مؤنث يعني "الوضوح" أو "البيان" أو "الشخصية المشعة".يمكن أن يُشتق اسم "وضحى" من كلمة "وضوح"، التي تعني "بَيَان الشيء وظهوره". في بعض الأحيان، يُستخدم "وضحى" للإشارة إلى الخيل الأصيلة أو الفتاة الجميلة. وفقا لبعض المصادر، يُمكن أن يُستخدم "وضحى" أيضًا للإشارة إلى الفتاة التي تتميز باللون الأبيض والجمال والنقاء.  هو اسم علم مؤنث يشاع عند العرب وخاصة الخليج العربي، ومعناه: الفتاة بيضاء اللون والحسناء الجميلة، البسَّامة، ذات النسب الطاهر النقي وينطق غالبًا: وضحة. وأيضًا مأخوذ من وضوح وهو بيان الشيء وظهوره، ويشاع عند العرب معنى وضحى الخيل الأصيلة، أكثر مايميز اسم وضحى معناه لأن الاسم ككلمة متواجدة في اللغة العربية.